# 南喜代子
南 喜代子（みなみ きよこ、1920年〈大正9年〉3月28日 - 没年不明）は、昭和期に活躍した漫才師、吉本新喜劇の女優。本名:山本正子。
大阪府南河内郡河南町の生まれ、三遊亭柳枝と結婚して相方となり柳枝劇団に入団。1945年に新開地劇場で初舞台。その後離婚し、1965年よりミナミサザエや、笹山タンバ等と相次いでコンビを変える。その後は吉本新喜劇に入団し老け役で端役ながら活躍。1990年4月の公演を最後に退団。
弟子に美波マコがいる。

## ギャグ
- 貶されると大口開けて大声で顔をクシャクシャにし「うぎゃぁ～！！」と叫ぶギャグがある。
- 登場時にイヨーと言うと、共演者もイヨーと言い、2回目も同様にイヨーと言い、3回目にして「イﾞヨﾞー！」と絞り出すような声で言うと共演者がコケる。

## テレビドラマ
- 幻の光（1983年11月4日、朝日放送テレビ） - 安代